# آلکویا
الکایا (به اسپانیایی: Alcoià) یک سکونتگاه مسکونی در اسپانیا است که در استان آلیکانته واقع شده‌است.

## خصوصیات
الکایا ۵۳۹٫۶۶ کیلومترمربع مساحت و ۱۱۰٬۰۱۷ نفر جمعیت دارد.